# Epilog

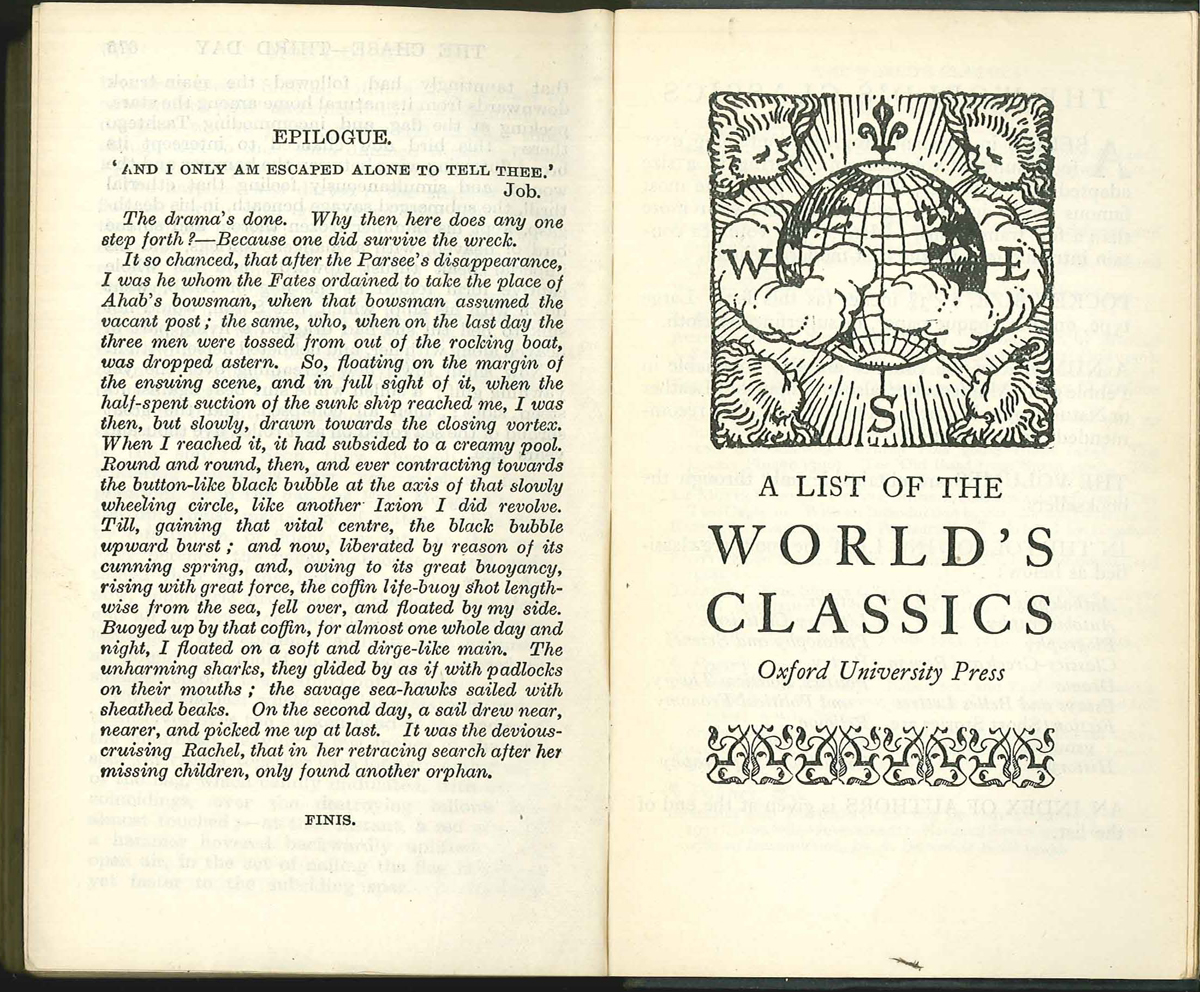
Přepis epilogu.

Epilog, v literatuře závěr díla či doslov, v hudbě dohra je závěrečná část projevu uzavírající celek, opak prologu. Může být vysvětlením děje (knihy, dramatu) a jeho zapojením do kontextu společnosti. Někdy to bývá také ukázání postav děje po nějaké době, často po několika letech, tedy co se s nimi nakonec stalo.

## Přenesený význam slova
V přeneseném významu slova se zpravidla jedná o nějaký závěrečný děj nebo i poslední respektive ukončující (terminální) děj či proces v nějaké jiné události, jevu či procesu - například Norimberský soudní proces lze svým způsobem považovat za epilog druhé světové války v Evropě.